# Autonomna replikaciona sekvenca
Autonomna replikaciona sekvenca (ARS) sadrži mesto početka replikacije u genomu kvasca. Sastoji se od četiri regiona (A, B1, B2, i B3), koji su imenovani po njihovom uticaju na stabilnost plazmida. Kad su ti regioni mutirani ne dolazi do inicijacije replikacije.
Element A je visoko konzerviran, i sadrži konsenzus sekvencu:
5'- T/A T T T A Y R T T T T/A -3'
(gde je Y bilo koji pirimidin i R je bilo koji purin). Kad je ovaj element mutiran, ARS gubi svu aktivnost.
Kao što se može zapaziti iz gornje sekvence, ARS je znatno A-T obogaćena. To olakšava replikativnim proteinima da poremete vodonično vezivanje u toj oblasti. ORC proteinski kompleks (kompleks prepoznavanja mesta početka) je vezan za ARS tokom celokupnog ćelijskog ciklusa, i on omogućava replikativnim proteinima da pristupe ARS. 